# Луна, Хорхе
Хорхе Луис Луна Вакка (исп. Jorge Luis Luna Vacca; 14 декабря 1986, Тигре, Аргентина) — аргентинский футболист, полузащитник.

## Биография
Футболист 1986 года рождения начал свою карьеру в клубе «Депортиво Арменио», выступавшем в Примере «Б». Проведя в нём четыре года, Луна перешёл в «Химнасия и Эсгрима», в которой дебютировал в элитном дивизионе аргентинского футбола. Постепенно Луна стал одним из самых ярких игроков команды, зарекомендовав себя, в частности, как мастер стандартных положений и нестандартных решений.
В 2012 году Луна перешёл в «Сан-Мартин». В клубе «Сан-Мартин» — хавбека использовали по всему фронту полузащиты, он выступал в ряде матчей на флангах, а также как центральный форвард. В «Сан-Мартине» он был одной из звёзд команды, которая привлекла внимание российского ФК «Волга», но уже через сезон он стал новым игроком «Эстудиантес де Ла-Плата».
В середине 2014 года он перешёл в «Сантьяго Уондерерс», где он стал ключевым игроком в борьбе за второе место в лиге и был провозглашён кумиром, забив 10 голов и став одной из звёзд турнира. Таким образом, ему удалось завоевать расположение всех болельщиков и жителей города, которые считали Луну одним из лучших игроков, выступавших за клуб на протяжении многих лет.
В июне 2015 года был подтверждён его переход в клуб «Аль-Зафра» из Объединённых Арабских Эмиратов за сумму около 1 млн долларов на три года.